# Ile de France (restaurant)
Ile de France was een restaurant in Amstelveen, Nederland. Het had één Michelinster in de periode 1975-1990.
In 1975 was Peter van de Laar de chef-kok.
Ile de France was gehuisvest in een gebouw dat oorspronkelijk bedoeld was als een crèche, maar werd omgebouwd tot restaurant. Het restaurant sloot in 1998.